# Yusef Benali
Yusef Benali (28 de mayo de 1987) es un jugador de balonmano tunecino nacionalizado catarí que juega de pívot en el Al Rayyan SC. Es internacional con la selección de balonmano de Catar.
Con la selección debutó en 2014. Con ella ganó la medalla de plata en el Campeonato Mundial de Balonmano Masculino de 2015.

## Palmarés internacional
| Campeonato Mundial  | Campeonato Mundial | Campeonato Mundial | Campeonato Mundial |
| Año                 | Lugar              | Medalla            |                    |
| ------------------- | ------------------ | ------------------ | ------------------ |
| 2015                | Catar              | Medalla de plata   |                    |
| Juegos Asiáticos    |                    |                    |                    |
| Año                 | Lugar              | Medalla            |                    |
| 2014                | Incheon            | Medalla de oro     |                    |
| 2018                | Yakarta            | Medalla de oro     |                    |
| 2022                | Hangzhou           | Medalla de oro     |                    |
| Campeonato Asiático |                    |                    |                    |
| Año                 | Lugar              | Medalla            |                    |
| 2014                | Manama             | Medalla de oro     |                    |
| 2016                | Manama             | Medalla de oro     |                    |
| 2018                | Suwon              | Medalla de oro     |                    |
| 2020                | Ciudad de Kuwait   | Medalla de oro     |                    |
| 2022                | Dammam             | Medalla de oro     |                    |
| 2024                | Baréin             | Medalla de oro     |                    |

## Palmarés

### ES Tunis
- Liga de Túnez de balonmano

### FC Barcelona
- Liga Asobal (1): 2022
- Liga de Campeones de la EHF (1): 2022
- Copa Asobal (1): 2022
- Copa del Rey de Balonmano (1): 2022

## Clubes
- ES Tunis
- SC Lekhwiya
- ES Tunis (2016-2017)
- US Ivry Handball (2017-2018)
- C' Chartres MHB (2018-2020)
- Al Arabi SC (2020-2022)
- FC Barcelona (2021-2022)[3] (cedido)
- Pays d'Aix UCH (2022-2023)[4]
- Al Rayyan SC (2023- )